# Persis Khambatta
Persis Khambatta (* 2. Oktober 1948 in Bombay, Maharashtra; † 18. August 1998 ebenda) war ein indisches Model und Schauspielerin.

## Leben
Bereits 1965 wurde Persis Khambatta zur Miss India gewählt. Dieser Titel ebnete ihren Weg in die Modelwelt, so war sie beispielsweise Model für den Kosmetikhersteller Revlon.
Für ihr Schauspieldebüt in dem indischen Spielfilm Bambai Raat Ke Bahon Mein (1968) von Khwaja Ahmad Abbas erhielt sie einen Kritikerpreis als beste Nachwuchsschauspielerin und war damit die erste Miss India, die nach ihrer Wahl als Schauspielerin in Bollywood Fuß fassen konnte.
1975 bekam sie von Ralph Nelson ihre erste größere internationale Filmrolle neben Michael Caine in dem Thriller Die Wilby-Verschwörung. Zu ihren bekannteren Filmen zählen das Drama Schande des Regiments (mit Michael York), der Actionthriller Nachtfalken (mit Sylvester Stallone) sowie Star Trek: Der Film. Für ihre Rolle als Lieutenant Ilia trat sie mit kahl rasiertem Kopf auf. Daneben übernahm Khambatta Gastauftritte in verschiedenen Fernsehserien wie Hunter, MacGyver, Mike Hammer und 1993 in ihrer letzten  Fernsehrolle im Pilotfilm von Superman – Die Abenteuer von Lois & Clark.
Danach zog sie wieder nach Indien zurück, wo sie sich sozial engagierte und das Buch Pride of India über den Erfolg der Frauen, denen vor ihr der Titel Miss India verliehen worden war, schrieb. Dieses Werk widmete sie Mutter Teresa.
In den frühen 1980er Jahren wurde bei Persis Khambatta eine Herzerkrankung festgestellt und sie bekam einen Bypass. 1998 starb sie überraschend an einem Herzinfarkt im Marine Hospital in Mumbai.

## Filmographie
- 1968: Bambai Raat Ke Bahon Mein
- 1969: Kamasutra – Vollendung der Liebe
- 1975: Die Wilby-Verschwörung (The Wilby Conspiracy)
- 1975: Schande des Regiments (Conduct Unbecoming)
- 1977: Der Mann, der Berge versetzt (The Man With The Power)
- 1979: Star Trek: Der Film (Star Trek – The Motion Picture)
- 1981: Nachtfalken (Nighthawks)
- 1982: Megaforce
- 1985: First Strike
- 1985: Warrior of the lost world
- 1985: Mein wunderbarer Waschsalon (My Beautiful Laundrette)
- 1986: Hunter (Fernsehserie, Folge 2x17: 36 Stunden Terror)
- 1986: Shingora
- 1987: Phoenix the Warrior
- 1989:  MacGyver (S1E17)
- 1988: Deadly Intent